# Ornithomancie
« Auspice » redirige ici. Pour l’article homophone, voir Hospice.
Pour les articles homonymes, voir auspice (homonymie).
Pour des articles plus généraux, voir augure et présage.

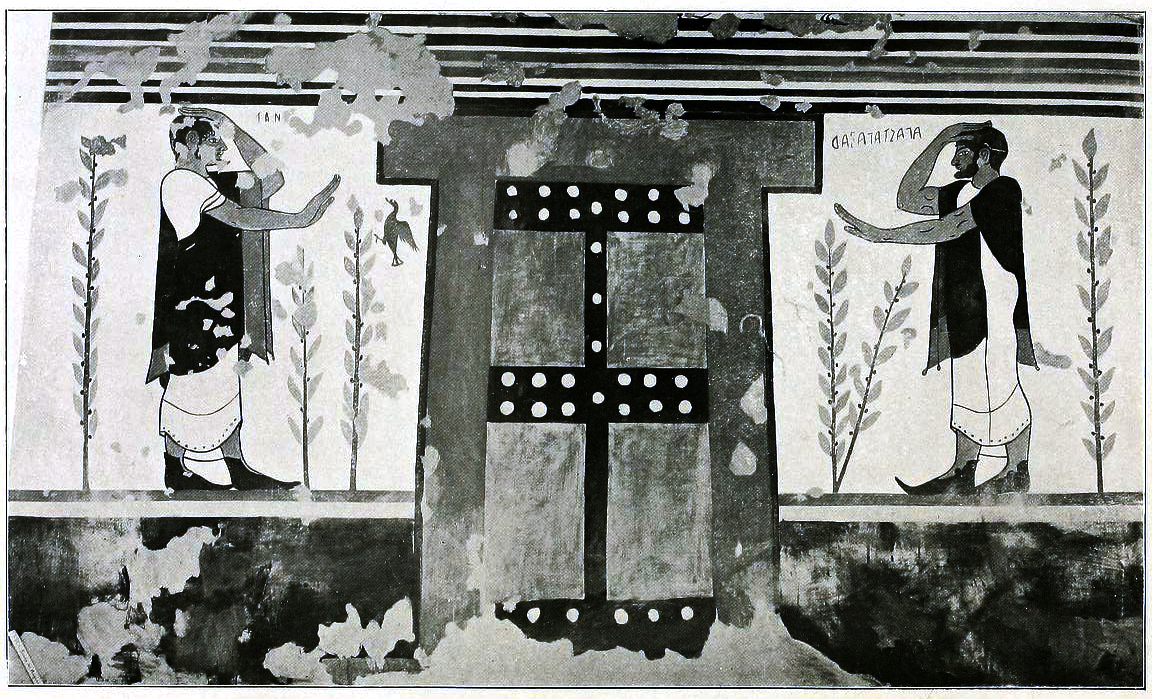
Peinture murale étrusque de la Tomba degli Auguri (tombeau des présages ou des auspices) (vers 530 av. J.-C.) représentant deux augures.

L'ornithomancie ou auspice (du latin auspicium, de avis, « oiseau » et specere, « regarder ») est une technique divinatoire basée sur l'observation des oiseaux oraculaires. Dans la classification de Platon, elle relève de la divination par signes, par opposition à la divination inspirée. Elle était très pratiquée en Grèce ancienne ainsi qu'à Rome. En Grèce, il s'agissait essentiellement de l'observation de l'apparition fortuite d'oiseaux, à un moment-clé. Tous les grands devins de la mythologie, comme Tirésias ou Calchas, pratiquaient l'ornithomancie.
Comme le mot « augure », le mot auspice recouvre plusieurs sens : 
- l'auspice (du latin auspicium, nom inanimé) est la pratique divinatoire (auspicium au sens abstrait) exercée par ces prêtres, et le message envoyé par les dieux (auspicium au sens concret)
- l'auspice (du latin auspex, icis, nom de même racine qu'auspicium, mais cette fois animé) est également le magistrat chargé de cette tâche

Les Romains ont repris la technique d'observation des oiseaux des Étrusques, qui pouvait être utilisée en dehors des sanctuaires : l'augure participait du templum, un espace virtuel découpant le ciel visible en secteurs attribués aux divinités, dans lequel les observations étaient faites.